# Aeroporto di Arezzo
L'aeroporto di Arezzo-Molin Bianco (ICAO: LIQB) è l'impianto aeroportuale della città toscana di Arezzo, situato nella località Molin Bianco, a ovest della città. È aperto al traffico nazionale ed è utilizzato per le attività del Nucleo elicotteri dei vigili del fuoco e dagli Aero Club  "L. Centini" e "Etruria".

## Storia
L'aeroporto di Arezzo trova le sue origini nel giugno 1917, ad opera del tenente di cavalleria Righetti, allo scopo di collaudare gli aerei costruiti all'epoca dalla società aretina "SACFEM" nel podere di Molin Bianco, in località Casella Rossa. Il 28 marzo 1923 l'aeroporto venne potenziato nelle varie infrastrutture al fine di ospitare una famosa e rinomata scuola caccia. Durante gli eventi bellici del 1943 molte delle infrastrutture andarono distrutte, e l'aeroporto rimase come campo militare d'emergenza sotto la giurisdizione del IV Stormo Caccia "Amedeo D'Aosta" di Grosseto.
Intitolato al ricordo della Medaglia d'Oro Colonnello d'Aviazione Ermanno Bartolini, l'aeroporto è di proprietà del demanio sotto il controllo di ENAC, in particolare di ENAC Servizi Srl che ne gestisce le concessioni. Le concessioni sull'aeroporto sono state concesse all'Aero Club "L. Centini" che si occupa del servizio antincendio e all'Aero Club "Etruria"
L'Aero Club "L. Centini" venne denominato "Aero Club U. Perticucci" in occasione del primo statuto ufficiale risalente al 1950, in onore dell'omonimo pilota aretino decorato con la medaglia d'argento. Con D.P.R. n. 646 del 16 giugno 1959 fu riconosciuto dal presidente della Repubblica Italiana la personalità giuridica di Ente Morale. Successivamente fu affiliato all'AeroClub d'Italia, al CONI e alla Federazione Aeronautica Internazionale. Nel 1989 l'aeroclub ha cambiato denominazione, assumendo quella attuale di Aero Club "L. Centini" in onore del comandante Luciano Centini, che fu per molti anni presidente e istruttore di volo dell'Aeroclub di Arezzo.
Nel 2006 la sezione di paracadutismo dell'Aero Club "L. Centini" si stacca e dà vita all'Associazione Sportiva Dilettantistica Aero Club Etruria, per gestire in autonomia l'attività lancistica con la propria scuola riconosciuta da ENAC. L'Aero Club Etruria è affiliato all'Aero Club d'Italia, al CONI ed alla Federazione Aeronautica Internazionale